# محمد دانشور
محمد دانشور روزنامه نگار، مورخ و نخستین خبرنگار رادیو کرمان بود.

## زندگی
استاد محمد دانشور در سال ۱۳۰۳ در محلهٔ «خواجه خضر» کرمان به دنیا آمد؛ او چهار فرزند دارد؛ سه دختر و یک پسر که همهٔ آن‌ها افتخار تعلیم نسل جوان را به عهده دارند. سال ۱۳۲۸ بود که به عنوان رئیس دفتر و مسئول روابط عمومی در شهرداری کرمان مشغول به کار شد و تا سال ۱۳۶۱ که بازنشسته شد؛ در این سمت باقی‌ماند. او هم‌چنین سال‌ها بعد ارتباط خود را با مدیریت شهری به عنوان مشاور افتخاری شورا و شهرداران وقت حفظ کرد.

## فعالیت‌های فرهنگی
این خبرنگار پیشکسوت زمانی که ۱۰ ساله بود، وارد مدرسه معصومیه کرمان شد و درس‌های حوزوی را هم علاوه بر درس‌های عمومی فرا گرفت، ۱۵ ساله که بود در نشریه بیداری کرمان مشغول به فعالیت شد تا درآمدی برای کمک‌خرج تحصیلش داشته باشد.
دانشور که از استعدادی سرشار برخوردار بود در مدتی کوتاه توانست علاوه بر فعالیت در حوزه روزنامه‌نگاری به رئیس دفتری شهردار وقت کرمان و مدیریت روابط عمومی استانداری و شهرداری کرمان برسد.

نخستین حکم خبرنگار رادیو در کرمان به شماره ۱۳۳ به نام دانشور صادر شد و وی خبرنگاری در روزنامه اطلاعات، کیهان، پست تهران و خبرگزاری پارس را در کارنامه خود داشت. وی بیش از ۷۰ سال همکاری با نشریات را ادامه داد و نوشته‌های دلنشینش زینت‌بخش صفحه‌های مطبوعات کرمان بود.
دانشور در سال‌های نخست فعالیت خبرنگاری سوار بر دوچرخه‌اش می‌شد که نه چراغ داشت و نه رکاب درست و حسابی و به اداره‌های کرمان می‌رفت و خبرهای محلی را می‌گرفت و ساعت ۱۸ هم در کنار یکی از چهار رادیو موجود در کرمان می‌نشست و خبرهای سراسری و بین‌المللی را می‌نوشت تا در روزنامه چاپ کند و به دست مردم برساند.
زمانی که رادیو لشکر در کرمان راه‌اندازی شد، دانشور علاوه بر این که خبرها را تهیه می‌کرد در رادیو هم حاضر می‌شد و گویندگی خبرها را انجام می‌داد.
این چهره فرهیخته همیشه هدایای نقدی را که دریافت می‌کرد کتاب می‌خرید و به موسسات مختلف اهدا می‌کرد.

## نخستین خبرنگار رادیو کرمان
نخستین حکم خبرنگار رادیو در کرمان به شماره ۱۳۳ به نام دانشور صادر شد.

«من به عنوان روزنامه‌نگار در نشریهٔ بیداری مشغول به کار بودم که استاندار وقت از من خواست به عنوان نیروی کمکی در دفتر شهردار کرمان حضور یافته و به آقای فتوحی که آن زمان از کار افتاده شده بود؛ کمک کنم.
بنده نیز روزانه ۲ ساعت در دفتر شهردار کرمان حضور یافته و اخبار و گزارش‌های مربوط را تنظیم می‌کردم تا این‌که با توجه به سابقهٔ مطبوعاتی‌ام به عنوان رییس دفتر و رییس روابط عمومی شهرداری کرمان مشغول به کار شدم.

وقتی رادیو کرمان در سال ۱۳۳۷ راه‌اندازی شد؛ باز هم استاندار وقت از من خواست عصرها به ادارهٔ رادیو رفته و اخبار را تهیه و تنظیم کنم. من هم صبح‌ها با دوچرخه به ادارات سرزده و اخبار مربوط را تهیه می‌کردم تا شب‌ها آن‌ها را از رادیو بخوانم. به نظر می‌رسید استاندار وقت کرمان شخصیتی فرهنگی داشت. چرا که باز هم از محمد دانشور خواست شب در گذشت ملک‌الشعرای بهار، شرح حال این شاعر بزرگ را از رادیو بخواند: «هم‌زمان با قرائت شرح حال ملک‌الشعرا، قربان علی‌شاه (نوازندهٔ موسیقی) هم قطعهٔ زیبایی را هم‌زمان با متن من می‌نواخت و حتی وقتی برق رادیو قطع شد؛ این هم‌نوازی ادامه یافت.»

## آثار
محمد دانشور چندین کتاب دربارهٔ تاریخ کرمان به رشته تحریر درآورد. از جملهاز قلعه‌دختر تا دقیانوس، چهره‌های ماندگار کرمان، محله‌های قدیمی شهر کرمان و مسجد و محله خواجه خضر که کتاب از قلعه دختر تا دقیانوس توسط انتشارات مرکز کرمان شنسی بارها تجدید چاپ شده‌است. همچنین وی در حال تحریر کتاب دیگری به نام «شهرداری و شوراهای استان کرمان در یک قرن اخیر» بود.

## جوایز
دانشور کتاب تاریخچه مسجد و محله خواجه‌خضر را به علت عقیده‌ای که به خواجه‌خضر داشت به رشته تحریر در آورد و این کتاب در سال ۱۳۷۶ و در هفتمین دوره انتخاب کتاب سال به عنوان کتاب برتر از میان ۴۱۵ عنوان کتاب انتخاب شد.

## درگذشت
محمد دانشور پس از یک دوره بیماری طولانی، پنجشنبه ۳۱ مرداد ۱۳۹۲ در بیمارستان آیت‌الله کاشانی کرمان چشم از جهان فرو بست.